# Рапануйці
Рапануйці або Рапануї — корінні мешканці Острова Пасхи. Мова — рапануйська. З 3 800 жителів острова — 40% місцеві, решта — чилійці.
Заняття рапануйців схожі з загальнополінезійськими: землеробство, рибальство, скотарство. Культури: банани, батат, цукрова тростина. В наш час[коли?] додалося виготовлення сувенірів.
У рапануйців була ієрогліфічна писемність (кохау ронго-ронго), походження якої невідоме. Ця писемність має схожість з багатьма ієрогліфічними письменами: давньокитайською, єгипетською, критською, протоіндійською. Подібна писемність в Індії зникла вже дуже давно, а на острові Пасхи зберігалася. Це унікальний для Полінезії випадок.
Багато уваги привертали статуї (моаї). Скульптура у рапануйців була дрібна, дерев'яна, і велика, кам'яна. Кам'яні (моаї) ставилися на постамент (аху), і доповнювалися шапкою (пукау). Їх вирубували з туфу з вулкана Рано-Рараку (розташований поруч з Катіті). Залишається таємницею, як вони прилаштовували на постамент і пересувалися по острову. Є припущення, що за допомогою дерев'яних важелів і мотузок, цим можна пояснити відсутність дерев на острові, вирубаних на виготовлення важелів. Зараз на острові зберігається близько 700 моаї. Дерев'яна скульптура зображувала фігури довговухих людей (моаї кавакава), жінок (моаї паапа), людини-птаха (тангата-ману), людини-тюленя (тангата-іку) і т. д. Загадкою є і перші поселенці острова. Хоту Матуа — предок рапануйців, згідно з легендою прибув з Хіви. Це слово входить у ряд назв Маркізьких островів, тому припускають, що він прибув звідти. Відомо, що на Острові Пасхи було дві раси, або касти, але чи були це два різні народи, або лише дві різні касти, сказати неможливо. Їхні назви — хана-момоко і хана-еепє були розтлумачені як «коротковухі» і «довговухі», але точніше це перекладається як «тонкі» і «товсті». Ханау — раса, рід рапануйською, момоко — тонкий, еепє — товстий. Еепє було поплутано зі словом епє (вухо). Але звичай подовжувати вуха у них справді був, звідси їх друга назва — епє-роароа (довговухий). Відомо, що вони воювали, але чи була це звичайна війна, або повстання пригноблених, також залишається таємницею. У мистецтві Полінезії і Острова Пасхи зокрема помітні меланезійські риси, є схожість з мистецтвом навіть ескімосів та айнів. Мабуть, у минулому між цими областями існували зв'язки.

## Життя стародавніх рапануйців

### Рослинництво
Острів Пасхи — це безлісий острів з вулканічним ґрунтом, який насилу задовольняє потреби місцевих мешканців у їжі. Але виникає питання: як на цій землі могла з'явитися досить розвинена цивілізація, населення якої мало писемність, споруджувало кам'яні статуї.
Однак посушливий острів Пасхи досить оманливий. Так Якоб Роггевен писав, що на острові дивовижно родючий ґрунт і навіть назвав його «земним раєм». Садівник Лаперуза також захопився ґрунтом острова і сказав, що триденні роботи цілком змогли забезпечити населення острова всім необхідним. Однак це необґрунтовані припущення.
Мандрівники часто згадували про місцеві сади, які сильно вражали їх. Тоді, як і зараз, схили вулканів використовувалися для розведення садів та вирощування бананів. На населених землях росли низькорослі чагарники, які були мало корисні для стародавніх рапануйців. Коли на острові вперше з'явилися полінезійці, без сумнівів, на ньому були численні гаї рослини тороміро (Sophora toromiro). Ця рослина зіграло велику роль у розвитку місцевої цивілізації, оскільки вона використовувалася для транспортування моаї, при будівництві святилищ. У результаті екстенсивного використання рослина тороміро була повністю знищена на острові.
За легендами Рапа-Нуї, рослини хау (Triumfeta semitriloba), марікуру (Sapindus saponaria), мако (Thespesia populnea) і сандалове дерево були завезені королем Хоту-мату'а, що приплили на острів з таємничої батьківщини Марае-ренга (англ. Marae-renga). У цьому немає нічого незвичайного: зазвичай полінезійці, заселяючи нові землі, приносили з собою насіння рослин, які мали важливе практичне призначення, наприклад, тутового дерева, з кори якого виготовлявся їх традиційний одяг тапа (tapa). Тим не менше, частина вищевказаних рослин з'явилася на острові до появи тут людини. Насіння цих рослин переносив вітер, птахи. Немає сумнівів у тому, що Хоту-моту'а привіз з собою насіння хлібного дерева і кокосової пальми, однак через досить холодний за полінезійськими мірками клімат ці рослини загинули.
Стародавні рапануйці знали про кокосову пальму (рап. nui), яку вживали в їжу їх предки. Так у піснях, присвячених посівній, звучать слова: Atua-metua ki ai kiroto kia Rirituna-rai, ka pu te niu, що можна перекласти як «Наші предки зробили зі злого вугра кокосову пальму». Для багатьох сучасних людей це здається смішним, однак, згідно з полінезійськими міфами, кокосова пальма походить від голови вугра, похованого в землі богом. Сучасні мешканці острова використовують слово «нуї» для насіння рослини мако (Thespesia populnea), які, насправді, дуже схожі на маленькі кокоси.
З чагарників, що росли на Рапа-Нуї робили маленькі статуї, списи і рукоятки. На щастя, до острова часто приносило течією колоди дерев, які дуже високо цінувалися і зараховувалися до прихильності їх предків: умираючий батько часто обіцяв дітям послати з царства темряви дерево.
Якщо кокосова пальма і хлібне дерево не прийнялися на острові, то місцевий клімат був найкращим для таро, батата, ямса, бананів, цукрової тростини, ті (Cordyline fruticosa) і турмеріка (Curcuma longa), які були завезені першими колоністами. Необхідно відзначити, що стародавні рапануйці дуже добре зналися на сільському господарстві, рослинах, особливостях їх вирощування. Тому острів цілком міг прогодувати кілька тисяч чоловік, що населяли Рапа-Нуї. Однією з проблем острова є відсутність прісноводних річок, а також сонце, що у спекотну погоду спопеляє тутешні сільськогосподарські культури. Щоб зберегти таро, наприклад, стародавні рапануйці саджали його між камінням, яке захищало від палючого сонця і підтримувало вологість ґрунту.
Однією з проблем острова завжди був дефіцит прісної води. На Рапа-Нуї відсутні повноводні річки, а вода після дощів легко просочується крізь ґрунт і тече у бік океану. У кількох місцях острова можна знайти невеликі струмки, але через близькість до океану вода непридатна для пиття. Тому рапануйці споруджували невеликі колодязі, змішували прісну воду з солоною, а іноді пили просто солону воду.
На острові є ще джерела води: прісноводні озера в кратерах місцевих вулканів. Незважаючи на їх важкодоступність, жителі острова завжди намагалися бути ближче до цих місць, особливо після дощів.

### Тваринництво
У минулому полінезійці, вирушаючи в пошуках нових островів, завжди брали з собою трьох тварин: свиню, собаку і курку. Але не завжди вдавалося зберегти цих тварин до висадки на суші. Так сталося з островом Пасхи, на який була завезена тільки курка. Курка займала важливе місце в місцевому раціоні, який в основному складався з рослинної їжі. Це був символ добробуту, і курка часто грала роль грошей в обміні речами. На ніч курей поміщали в спеціальні курники з кам'яних плит: так домашня птиця була захищена від злодіїв. У XIX столітті, коли багато поселень на острові були покинуті, частина домашньої птиці здичавіла і оселилася біля кратерів вулканів.
Щур не є домашньою твариною, однак і він був завезений першими поселенцями острова Пасхи, які вважали його делікатесом. Після чорних щурів, завезених Хоту-Мату'а і його послідовниками, на острові з'явилися вже сірі щури, завезені європейцями.

### Рибальство
Води, що оточують острів Пасхи, багаті рибою, особливо біля скель острова Моту-Нуї, де у великій кількості гніздяться морські птахи. Риба була улюбленою їжею стародавніх рапануйців, а в зимові місяці навіть встановлювалося табу на її вилов. Хоча сьогодні рибальство не грає першорядної ролі, в минулому все було інакше. У печерах острова було знайдено велику кількість риболовецьких гачків, а самі зображення риби виступали місцевими петрогліфами. Острів Пасхи, на відміну від більшості островів Тихого океану, не оточений рифами, які привертають рибу. Тому її вилов був дуже складний, і місцеві рибалки не відпливали далеко від берега. До того ж, була сильно обмежена кількість човнів, оскільки не вистачало деревини.
На острові Пасхи в минулому була величезна кількість риболовецьких гачків. Деякі з них робилися з людських кісток, їх називали мангаї-іві (рап. mangai ivi), інші — з каміння, їх називали мангаї-кахі (рап. mangai kahi) і в основному використовували для вилову тунця. Кам'яні гачки в основному робилися з цілісного шматка базальту і були довжиною близько 4-5 см. Причому всі вони були однієї і тієї ж форми: практично круглі, гладкі, без шорсткостей. Гачки з людських кісток (стегнової кістки) були трохи більше за розмірами і складалися з двох частин, зв'язаних між собою мотузкою з волокон рослини Triumfetta semitriloba. Більшість рибальських гачків було знайдено в могилах (аху).
Гачки з полірованого каміння в стародавні часи (коли острів був тільки заселений) були дуже рідкісні, тому що їх виготовлення вимагало дуже багато часу. Тому ці гачки були лише у привілейованих жителів, яких звали тангата-ману (рап. tangata manu). Після смерті власника вони клалися в його могилу.
Часто гачки з каміння ставали прикрасами та відзнаками. Так, наприклад, на острові Пасхи були знайдені подвійні гачки у вигляді пекторальних прикрас, яку жінки вішали на шию. До того ж деякі рапануйці робили собі татуювання з їх зображенням. Саме існування рибальських гачків говорить про розвинутість давньорапануйської цивілізації, оскільки техніка полірування каміння і досягнення таких гладких форм є доволі складними.
Згідно з однією з рапануйських легенд, перші поселенці використовували тільки кам'яні гачки, якими виловлювали тунця. Інша риба завжди пропливала повз. Вилов був дуже поганим, і мешканці не могли зрозуміти, в чому причина. Одному тямущому рибалці на ім'я Урі (рап. Ure) якось наснився сон. У ньому його душа увійшла в невідому хатину у Тіракока (рап. Tirakoka). На стіні вона побачила незвичайні гачки, зроблені з кістки. Прокинувшись рано вранці, Урі відразу ж відправився шукати людські кістки, з яких він зробив схожі гачки. Успіх не забарився: при кожному кидку він виловлював велику рибу. Місцеві рибалки були сильно здивовані і поцікавилися в чому причина успіху, яку наживку використовував Урі. На що він відповів: «Я рибалю так само як і ви, кам'яним гачком». Рибалки розкрили обман, схопили Урі, дізналися про його кістяні гачки і сильно побили його.
Згідно з уявленнями рапануйців, будь-яка загибла людина в потойбічному світі ставала божеством, тому її останки часто ставали об'єктом суперечки між різними кланами. Так рибальські гачки завжди робилися з кістки ворога. За віруваннями рапануйців, так рибалці передавалася мана (рап. mana) загиблої людини, тобто її сила. Воїн, який також використовував ці кістки, ставав як би господарем загиблої людини, що у житті допомагала цьому воїну в добуванні їжі. На думку рапануйців, рибальський гачок з кістки людини приваблював рибу. У той же час для полінезійців, що були канібалами, не було нічого образливішого, як розглядати людину як «їжу» — це доводило її до рівня тварини і псувало її ману. Тому рибалка ніколи не їв рибу, виловлену цим гачком.
Як приманку рибалки використовували маленьку рибу, яку називали атура (рап. ature). Спочатку її розтирали двома каменями. Потім розтерте м'ясо цієї риби прикріплювали до каменя, який служив вантажем. Коли рибальський гачок досягав потрібної глибини, рибалка вивільняв приманку і камінь сильним ривком. Тунець, залучений приманкою, підпливав до гачка і хапав її. Іноді рибаки використовували два гачки відразу (до одного кріпилося розмолоте м'ясо атура, до іншого — вся риба повністю). Одна мотузка з наживкою прив'язувалася до пояса рибалки, інша — до каное.
Рапануйці також застосовували безліч сіток самих різних розмірів. Кожна сітка використовувалася для вилову певного виду риби. Сітки робилися з волокон тутового дерева.
Також стародавні жителі їли морських їжаків, крабів, медуз, яких щодня збирали жінки на березі. Крім цього ночами жінки ловили за допомогою загострених палиць в ущелинах скель сплячу рибу.
Рапануйці також полювали на черепах, які часто згадуються в місцевих легендах. Існує навіть петрогліфи з її зображенням. Коли жителі помічали черепаху недалеко від берега, вони її переслідували на каное. Якщо впіймати черепаху не вдавалося, то пірнали у воду і заплутували її в сітках. Черепахи так сильно цінувалися рапануйцями, що навіть на березі споруджувалися тупи (рап. tupa), які слугували як дозорні башти, на яких рапануйці вартували черепах.

### Рапануйське каное
У стародавніх рапануйців було не так багато каное (рапануйська назва — вака рап. vaka), як, наприклад, у полінезійців, що борознили хвилі Тихого океану. До того ж, явний дефіцит високих і великих дерев відбився на техніці виробництва каное. Перші європейці не залишили якої-небудь докладної інформації з цього приводу. Лише окремі нариси, зроблені, наприклад, Блондель (Blondela) в 1786 році або Чорісо (Choris) в 1816 році, дозволяють нам судити про рапануйське каное. На цих зображеннях чітко видно, що ці засоби пересування робилися з маленьких заструганих дощок.
Необхідно відзначити, що у рапануйців було два типи каное: без аутрігера, яке використовувалося при плаванні недалеко від берега, і з аутрігером, яке використовувалося при плаванні на далекі відстані.
Крім цього, було два види весел: перший тип можна побачити на всіх островах Тихого океану, другий же є особливим видом рапануйського весла.

## Громадські відносини давніх рапануйців
Про структуру давньорапануйського суспільства, яке існувало до XIX століття, відомо дуже мало. У зв'язку з вивезенням місцевого населення до Перу, де воно використовувалося як раби, епідеміями через хвороби, завезених на острів європейцями, і прийняттям християнства рапануйське суспільство забуло про існуючі раніше ієрархічні відносини, зв'язки сім'ї і племені.
Список імен правителів, географічні назви та факти з місцевих легенд не можуть бути базисом для відтворення докладної схеми політичних і соціальних відносин остров'ян, проте вказують на загальну структуру того суспільства.

### Племена давніх рапануйців
На початку XIX століття на Рапа-Нуї існувало десять племен, або мату (рап. mata), члени яких вважали себе нащадками епонімічних предків, які, у свою чергу були нащадками першого короля острова Хоту-моту'а.
Все населення острова проживало в шістнадцяти поселеннях: три з них знаходилися на заході, шість — на півночі і сім — на півдні. Причому всі вони розташовувалися біля узбережжя.
Згідно із рапануйською легендою, після смерті Хоту-моту'а острів був поділений між його синами. Старший, Ту'у-Махека, успадкував титул Арікі-мау (рап. ariki-mau), або короля, і отримав землі між бухтою Анакеной і горою Театеа; Міру — між Анакеной і Ханга-Роа; Марама — землі на південь від Акаханга до Вінапу; Коро-оронго — землі біля вулкана Рано-Рараку; Хоту-іті став власником всієї східної частини острова; нарешті, Раа — землю на північ і на схід від гори Театеа. Хау-моанане фігурує в цьому розподілі земель, однак він згадується в списку місцевих правителів. Всі ці сини дали назви рапануйським племенам.
Поступово від існуючих племен виділялися нові. Так рапануйська легенда розповідає про появу племен раа і хамеа, які проживали на території племені міру.
У племен тупа-хоту, уреохеї і кого-оронго не було своєї території, і вони проживали в районі, який називається Хоту-Іті, на сході острова. Так само звали молодшого сина Хоту-Мату'а, що скоріше говорить про те, що він міг бути епонімом для племені, яке в минулому розбилося на три невеликі. Ця думка пояснює причину використання терміна Хоту-Іті для всіх трьох племен.
Складність політичної географії острова також полягає в тому, що до часу відкриття Рапа-Нуї племена не проживали виключно на своїй території. Наприклад, багато членів племені міру проживали на території племені марама. Пояснювалося це, перш за все, міжплемінними шлюбами, в результаті яких діти могли претендувати на землі свого батька з іншого племені або успадкувати володіння матері. До того ж, острів Рапа-Нуї не такий великий, щоб племена жили відокремлено один від одного.
Територія племені часто ділилася між нащадками членів мата-іті (рап. mata iti), або невеликих кланів, що формувалися всередині племені. Землі, які належали цим мата-іті, представляли собою смужки землі, що тяглися від берега до центру острова. Населення Рапа-Нуї переважно селилося на березі, тому ці землі були найбільш цінними. Переможене плем'я, яке втратило свої землі, переселялося в центр острова, або ута (рап. uta), далечінь від океану і його багатств.
Аху на березі, який був цвинтарем і святилищем, вказував на приналежність території якого-небудь племені.
В давнину одноплемінники жили у величезних хатинах. Це було щось на зразок родової громади, яку називали  Іві (рап. ivi). У неї входили часто брати зі своїми дружинами та дітьми, а іноді родини, у яких були загальні прадіди і прапрадіди. На чолі був старійшина, якого глибоко шанували і називали Таната-хонуї (рап. tanata honui).
Роль такої розширеної родини невідома. Але якщо говорити про полінезійську громаду в цілому, то можна припустити, що в ній всі члени спільно володіли землею (тобто це була общинна, спільна земля) і спільно займалися сільським господарством і рибальством. Війна на острові сприяла її консолідації, тобто під час будь-яких сутичок громада відстоювала загальні інтереси, а общинники допомагали один одному.
Крім племен і родових общин, які становили основу громадської організації рапануйського суспільства, існували більші об'єднання, політичні за своєю сутністю. Десять племен, або мата (рап. mata), були розділені на два ворожих союзи. Племена заходу і північного заходу острова зазвичай називалися люди Ту'у — це назва вулканічного піку недалеко від Ханга-Роа. Їх також називали мата-нуї. Племена східної частині острова в історичних легендах називаються «люди Хоту-іті».
Цей дуалізм був результатом безперервних війн між племенами, що проживали в протилежних кінцях острова. У легендах часто говориться про ненависть один до одного цих двох союзів і війнах між Ту'у і Хоту-іті, чиї зіткнення тривали з поперемінним успіхом протягом багатьох поколінь. Перемога будь-якої сторони на деякий час об'єднувала острів, але, як тільки переможена сторона набиралася сил, конфлікт тривав. Світська ворожнеча відбилася і на релігії. Священні місця, що належали обом спілкам, були розділені на дві частини, кожна з яких належала окремій мате. Наприклад, острівець Моту-Нуї був розділений на дві частини за допомогою статуї, що виступала як прикордонна позначка.

### Соціальна структура давніх рапануйців
Система ієрархії, що існувала в минулому на острові, нині зникла. Вона була досить розгалуженою і схожою на ту, що існувала в Нової Зеландії або на островах Товариства. На чолі ієрархії перебував Арікі-мау (рап. ariki mau), або верховний вождь, якого також називали королем острова. Нижче знаходилися жерці, або Іві-атуа (рап. ivi atua), і місцева знать, або Арікі-пака (рап. ariki paka). Причому до знаті належало все плем'я міру. Це вкрай суперечило полінезійським звичаям. Необхідно відзначити, що в інших племенах острова арікі-пака і зовсім були відсутні. У той же час роль рапануйської знаті не дуже зрозуміла. В ієрархічних сходах вони займали місце після жерців, і немає ніяких сумнівів, що останні були вихідцями з місцевої знаті.
На четвертій сходинці ієрархічної драбини знаходилися воїни, або матато (рап. matato). Нижче становище займали кіо, або залежне населення (швидше за все, воно формувалося з членів переможеного племені). Точне положення ремісників у цих сходах невідомо, але ймовірно, що вони займали досить високе місце в рапануйському суспільстві.
Однак якщо розглядати політичну владу на острові, ця градація соціальних відносин цілком може ввести в оману. Наприклад, матато, які не були знаттю і не перебували на тій же ступені ієрархії, що і король або арікі, володіли достатнім авторитетом.
Так само, як і на Маркізьких островах і на острові Тонга, король Рапа-Нуї вважався божеством, чия магічна влада чинила прямий вплив на природу та забезпечувала населення постійним врожаєм. Віра у владу короля над рослинами і тваринами була результатом віри в його ману (рап. mana), містичну силу, яка передалася йому від священних предків.
Влада над природою зазвичай передавалася старшому синові. Іноді вона досягала такої сили, що могла служити джерелом незліченних бід. Про це розповідає давньорапануйська легенда про молодого принца Рокорокохетау, сина третьої дружини короля Нга'ара. Випадок цікавий тим, що від народження він не мав права претендувати на престол. Проте його народження супроводжувалося численними дивами, які зазвичай трапляються перед народженням майбутнього спадкоємця. Все це було свідченням мани Рокорокохеату. Щоб припинити біди, правлячий король ув'язнив його в печері гори Рано-Ароі. Надалі король Нга'ара була змушений убити власного сина.
Рапануйський король пересувався на підстилках, які простим людям заборонялося чіпати, як і самого правителя. Це, з одного боку, підкреслювало його святість, а з іншого боку, захищало смертних від згубного впливу на них мани. Найбільш священною частиною тіла арікі-мау була голова. Король носив дуже довге волосся, оскільки ніхто не мав права доторкатися до них. Хоча королям багато заборонялося робити, вони могли займатися рибальством і робити свої рибальські сітки.
Король жив в окремій хатині, як і його дружина. Всі його потреби справляли дві категорії слуг, що належали племені міру. Категорія ту'ура (рап. tu'ura) обробляла землі королівського домену і супроводжувала його під час рибальства. Хака-папа (рап. haka papa) готували їжу для вождя і обслуговували його стіл. Коли ці слуги збиралися піти у присутності короля, то вони йшли спиною до виходу і обличчям до короля. Ті, хто хотів поспілкуватися з королем, повинні були віддати спеціальний лист цим слугам.
Рапануйського короля можна було відрізнити від інших жителів, насамперед, за складнішим візерунком натільного татуювання. Також він носив більш довгий плащ.
Досить дивною традицією було виховувати старшого королівського сина в селі, що примикає до Папа-о-пеа аху. Після того, як він ставав королем, молодий вождь поселявся в Аху-акапу, поруч з Тахаї, на заході острова. Це відбувалося тільки після того, як король відмовлявся від свого титулу на користь старшого сина, повертаючись в Анакену до кінця свого життя.
Як і на інших островах Полінезії, рапануйський король втрачав свій титул після народження старшого сина. Його мана передавалася дитині, яка ставала посередником у спілкуванні між плем'ям і богами. На ділі, король перебував при владі як регент до тих пір, поки його син не ставав здатним здійснювати свої функції самостійно. Повноліття наступало після одруження, після чого колишній король втрачав свої функції.
Точні обов'язки рапануйського короля невідомі. Однією з його основних функцій було накладення і зняття табу. Ні в один будинок не можна було вселятися, поки в ньому не побуває арікі-мау. Те ж саме стосувалося човнів. У зимові місяці на вилов риби король накладав табу. У цей період тільки король і його родина могли їсти рибу.
Перший тунець сезону, виловлений рибалкою на початку літа, приносився королю, який з'їдав її в компанії сім'ї рибалки.
Політичний авторитет арікі-мау точно невідомий. Висуваються лише гіпотези. Попри те, що він був усього лише світською головою племені міру, в інших племенах арікі-мау шанувався як божество. Повага до нього була настільки сильною, що при поразці племені міру від ворогів, його ніколи не брали в полон.
Швидше за все, політична влада була сконцентрована в руках матато'а, військової аристократії. Тому немає ніяких сумнівів, що, якщо б король не був наділений маною, то на острові не існувало б королівської влади.
Цілком суперечлива думка про становище в суспільстві жерців, що грали роль не тільки служителів культу, але і аристократів. Цілком можливо, що вони обиралися безпосередньо з королівської родини. Жерці називалися Іві-атуа (рап. ivi atua). Дуже високо шанувалися жерці королівських святилищ.
Ремісники острова були об'єднані в гільдії, а їх соціальне становище залежало від важливості їх ремесла в економічному житті острова. Найбільше шанувалися ті ремісники, які брали участь у створенні моаї. Реміснича діяльність була спадковою. Тим не менш, в гільдію міг вступити кожен охочий, який довів би свою майстерність в якій-небудь справі.
Матато'а, або воїни, звичні фігури в історичних легендах острова. Однак вони виконували не лише військові функції, але і цивільні. Матато'а міг захопити владу не лише в своєму племені, а й потім в інших племенах. Одним з найвідоміших воїнів в історії Рапа-Нуї був Кааїнга, який спочатку був головою східних племен, потім заволодів усім островом. Положення воїна була більш привілейованим на Рапа-Нуї, ніж де б то не було в Полінезії. Воїнами навіть робилися спроби заволодіти релігійної владою на острові.
Общинники на острові Пасхи, як і на острові Мангарьова, називалися хуру-ману (рап. huru manu). Проте про їхнє становище в суспільстві нічого невідомо. Общинники переможеного племені ставали потім кіо (англ. kio), тобто слугами або рабами.
Термін кіо також застосовувався до фермерів, які перейшли під заступництво воїна, якому вони платили оброк. До цієї категорії також належали ті рапануйці, які, не володіючи своєю ділянкою землі, обробляли землю іншого общинника.

## Війни на острові
Стародавні рапануйці були вкрай войовничі. Як тільки починалася ворожнеча між племенами, їх воїни фарбували своє тіло в чорний колір і вночі готували свою зброю до бою. Вони їли тільки їжу, приготовлену батьками в окремих печах. Їм заборонялося в ніч перед боєм спати, і вранці, супроводжувані дружинами і дітьми, воїни співали різні гімни.
Зустрівшись, воїни ворожих племен починали ображати одне одного, а потім починали кидати каміння. Град каменів супроводжувався метанням списів, наконечники яких робилися з обсидіана та з легкістю могли вбити на смерть ворога. Після цього воїни починали атакувати один одного короткими, плоскими дубинами, схожими на новозеландські пату, хоча у деяких були довгі дубини з загостреними краями. Битва тривала до тих пір, поки переможена сторона, в якій були вбиті кілька воїнів, не починали тікати з поля бою. Переможці починали переслідувати їх, щоб захопити в полон частину ворогів. Після цього вони заходили на територію переможеного племені, спалювали там всі хатини і знищували весь врожай. Жінок і дітей брали в полон. Бранців часто вбивали через почуття помсти. Причому кара була дуже жорстока: їх закопували живими, розбивали живій людині череп, топтали його до тих пір, поки його живіт не розірветься, а нутрощі не вилізуть назовні. Щоб врятуватися, люди переможеного племені ховалися в печерах або просили допомоги в іншого племені. Якщо серед полонених опинявся вождь переможеного племені, його не їли, а підпалювали йому голову, щоб таким чином образити його пам'ять і родину.
Але найжахливішим було те, що після перемоги влаштовувався бенкет, на якому переможці їли трупи переможених, тобто займалися канібалізмом.
Самих людожерів на острові називали Каї-тангата (рап. kai tangata). Канібалізм існував на острові аж до християнізації всіх жителів острова. Причому на ці бенкети діти і жінки не допускалися. Делікатесом вважалися пальці рук і ніг. Канібалізм на острові був розповсюджений не через те, що цього вимагали релігійні ритуали або було результатом ненависті ненависті до ворожого племені, просто це було єдине джерело свіжого м'яса на острові. Причому основними жертвами канібалізму були в основному жінки і діти. З'їсти людину було великою образою для родини, членом якої він був. Після цього родина починала мстити.
|  |  |
|  |  |
|  |  |

## Побут і повсякденне життя давніх рапануйців

### Період вагітності і народження дитини у стародавніх рапануйок
На третьому чи п'ятому місяці вагітності, але в жодному разі, не на четвертому або шостому (вважалося, що ці числа приносять невдачу), свекор підносив своїй невістки вміст іму (земляної печі), зване іму-такапу-кокома-моа (рап. imu takapu kokoma moa). Це була церемоніальна піч з кишками птахів. Кишки вважалися делікатесом, тому підношення цієї страви вважалося проявом шанобливості до майбутньої матері. Інша їжа розподілялася між членами двох сімей. Якщо батько жінки був багатою людиною, то він запрошував родину свого зятя на бенкет, який, правда, не мав ніякого ритуального значення. Якщо під час цього бенкету щур з'їдав залишений шматочок їжі, то це було поганою ознакою для майбутньої дитини.
Дітей стародавні рапануйки народжували сидячи навпочіпки. Під час пологів вагітній допомагали її чоловік або ще хто-небудь з родичів, натискаючи на живіт, щоб таким чином прискорити появу на світ дитини. Перед жінкою ставили каміння, закручене в очерет, — вважалося, що це полегшить пологи.
Пуповину зазвичай відкушував чоловік, яку потім зав'язував жрець. У рапануйській міфології пуп мав велике значення, оскільки він символізував мужність і силу людину. Зав'язуючи пуповину, жрець передавав немовляті частину життєвої сили, мани. Причому ритуал був досить суворо регламентований, оскільки будь-яке відхилення від правил могло призвести до поганих наслідків для дитини. У дарунок жерцеві підносили півня. Відрізана частина пуповини потім поміщалася в окремий посуд з водою, нагрітою розпеченим камінням. Плоскі, гарячі камені згодом клалися на живіт жінки після народження дитини, щоб запобігти появі складок на животі. Звичайно, це мало допомагало, особливо після кількох родів.
У день народження дитини батьком влаштовувався бенкет для родини дружини. Першою починала їсти дружина. Якщо у неї не було апетиту — чоловік. Святкування мало глибоко символічне значення. Деякі страви, наприклад, з батату (солодкої картоплі), були виключені з меню. У цей же день немовляті давали ім'я, зазвичай це робили тітка чи дядько з боку батька. Після досягнення семи-восьми місяців дитині виголювали волосся ножем з обсидіану. Дядьки з боку матері підносили йому в дар дичину. Схожий подарунок підносили, коли дитина починала ходити або вдягнула першу пов'язку на стегнах. Після досягнення семи-восьми років дитині робили на ногах татуювання. Причому ця подія супроводжувалася святкуваннями, на якому брати матері дарували дитині тридцять птахів.

### Спорт і розваги
У минулому спортивні ігри та розваги займали важливе місце в житті давніх рапануйців. На острові займалися серфінгом, при цьому дошка робилася з стебел очерету.
Діти також любили скочуватися зі схилів місцевих вулканів, брати участь у навчальних боях: вони поділялися на ворогуючі клани і атакували себе безневинними дротиками. Згідно з рапануйською легендою, відкриття військової зброї, зробленого з обсидіану, належить дитині.
Дуже був поширений повітряний змій, який був завезений в Полінезію з Азії. Його робили із прутів, покритих тапой, на якій малювали птаха.

### Юність давніх рапануйців
Статева зрілість у давніх рапануйок наставала в 10-11 років, у хлопчиків — у 12-14 років. Наступ цього періоду в житті рапануйців не відзначався проведенням особливих ритуалів. Причому статева зрілість далеко не збігалася з початком сексуального життя, яке починалося в порівняно молодому віці.
Хлопчики в 14 років і дівчатка в 12 років брали участь у спеціальному обряді, в якому юнакам голили шматком обсидіану волосся. Вони повинні були принести яйце людині, якої звали тангата-тапу-ману (рап. tagata tapu manu). Потім юнаки йшли до селища Оронго. Про церемонії, які в подальшому проводились тут практично нічого невідомо. Біля скель, що знаходяться недалеко від цього селища, зображені статеві органи жінок — досить поширений мотив рапануйських наскельних малюнків. Швидше за все, вони наносилися на скелі під час посвяти дівчаток у доросле життя.
На острові будувалися особливі хатини — харе-нуї (рап. hare nui), в яких збиралися молоді дівчата і хлопці. Тут вони проводили час у розвагах, іграх, танцях і піснях.
Одним з еталонів жіночої краси на острові була бліда шкіра, яка дуже високо цінувалася у всій Полінезії. В одній рапануйській легенді навіть розповідається про двох героїв Кахароау і Каконіау, які до того посоромилися своєї шкіри бронзового кольору, що навіть не наважилися прийти на святкування. Молоді рапануйці багато в чому жили дозвільним життям і в основному стежили за своєю зовнішністю: відрощували нігті, слідували особливим дієтам, які були схожі на періодичне голодування.
Досить цікаві традиції усиновлення (удочеріння) дітей. Батьки могли спокійно «подарувати» свою дитину найкращому другові, при цьому в новій родині до нього ставилися також, як і до рідних дітей. Усиновленій дитині нові батьки давали нове ім'я. Тому для вчених дуже важко створити генеалогічне древо древньорапануйських родин.

### Розвиток дітей
З ранніх років діти, копіюючи дорослих у своїх іграх, знайомилися з навичками, які стали б їм у нагоді пізніше в дорослому житті. Діти часто ходили з дорослими на рибалку, намагалися вирізати статуетки, амулети, брали участь в іграх-битвах. Дівчатка допомагали матерям у вихованні своїх молодших братів і сестер, обробляли кору тутового дерева або ж плели кошики.

### Смерть і похорони давніх рапануйців
Згідно з уявленнями стародавніх рапануйців, після смерті людина спочатку ставала добрим демоном, а потім божеством, втіленням якого були статуї в родинних мавзолеях. Це божество захищало плем'я і в той же час допомагало перемогти ворогів.
Всі кістки людини вміщувалися у відкриті склепи аху. Спочатку труп померлої людини загортали в рогожу і клали на спеціальні ноші з дерева або каменю. Тіло продовжувало лежати протягом дуже тривалого часу до тих пір, поки воно повністю не розкладалося. Відразу ж після смерті людини її близькі родичі готували уму-папаку (рап. umu papaku), особливу їжу, яку не мали права їсти син чи батько загиблого, а роздавали іншим одноплемінникам. Далекі родичі, або навіть сусіди, готували їжу уму-рікірікі (рап. umu rikiriki), яка уособлювала їх скорботу за померлим. Під час похоронів рапануйці виконували ритуальні танці, супроводжуючи їх тужливими співами-голосіннями.
На місце, де лежав труп померлої людини, встановлювалося табу. Після того, як труп повністю розкладався, кістки померлої людини збиралися родичами і переносилися до родинного мавзолею.

### Татуювання
Ще в 1770 році Дон Феліпе Гонсалес, описуючи давніх рапануйців, згадував про численні татуювання на їхніх тілах. Надалі мандрівники Джеймс Кук, П. Лоті, О. Пінарт писали про те, що тіло, як і волосся місцевих жителів було повністю покрито червоним пігментом. Через це шкіра рапануйців була кольором міді, тому Лоті порахував, що це одна з рис раси, до якої належали рапануйці. Кук також згадує про місцевих жителів, покритих як червоним, так і білим пігментом. Причому він підкреслював, що на тілі жінок було значно менше татуювань, ніж у чоловіків. Коли острів відвідав Лоті, він згадував про татуювання синього і темно-зеленого кольору на тілі чоловіків.
Татуювання наносили на тіло рибними кістками, які використовувалися, щоб ввести під епідерміс темний блакитний порошок, виготовлений з обвугленого листя рослини ті.
Жінки також наносили на тіло татуювання, в основному на стегна. Пінарт писав, що у деяких рапануйок можна було спостерігати круглі синього кольору лінії, які тягнулися від скронь до брів, а потім до середини чола.

### Зачіска
Давньорапануйські чоловіки в минулому носили досить короткі стрижки, а на маківці волосся збиралося в пучок за допомогою стебел скабіози. Також волосся фарбувалося у червоний колір. Під час свого перебування на острові мандрівник П'єр Лоті зауважив, що люди похилого віку і чоловіки з найбільшою кількістю татуювань носили на голові вінець з чорного пір'я, в той час як більшість рапануйців і зовсім не носило головні убори. Такі «діадеми» переважно носили вчителі письма ронго-ронго. Якоб Роггевен бачив на острові також чоловіків, швидше за все служителів місцевого культу, які голилися наголо і носили головні убори з чорних і білих пір'я. Деякі люди похилого віку острова також носили великі сережки зі спинного хребта акули.
Жінки острова носили своє волосся шиньйоном. Також у них були капелюхи у формі човника з плетеної тростини, у вухах — великі сережки.